# Naguchitsa Fossae
Le Naguchitsa Fossae sono una struttura geologica della superficie di Venere.